# Oncideres lyside
Oncideres lyside là một loài bọ cánh cứng trong họ Cerambycidae.